# Barrett
Barrett statisztikai település az USA Texas államában, Harris megyében. Lakosainak száma 5223 fő (2020. április 1.).

## Népesség
A település népességének változása:

| 2010 | 3 199 |
| 2020 | 5 223 |